# 一本木バイパス
一本木バイパス（いっぽんぎバイパス）は、国道282号のバイパス道路である。

## 概要

### 道路諸元
- 起点：岩手県滝沢市巣子（滝沢市道県立大学巣子ニュータウン線との交点。

以前は丁字路だったが県立大方面からの道をつなげて十字路化）
旧道への分岐点はここの一つ北側に新設される丁字路となり、まっすぐ北上している旧ルートはバイパス完成後に廃止された。
- 終点：岩手県滝沢市留が森（一本木郵便局前）
- 道路延長：L=約3.94km
- 道路規格：第3種第1級
- 標準道路幅員：暫定W=14.5m（完成W=28.0m）
- 車線数：暫定2車線（完成4車線）
- 車線幅員：W=3.5m
- 設計速度：V=60km/h

### 概説
滝沢市一本木地区を通る国道282号は（特に一本木小学校付近において）住宅密集地を通過していて見通しが悪く、（大型車同士のすれ違いが難しく道幅の狭い）ここの急カーブでは幾件もの正面衝突事故が多発している。また前後2箇所ある東北自動車道のガード付近は日陰があり冬場に路面が凍結するためスリップ事故発生が心配されるなど、通行の大きな障害となっている。
これら国道現道の諸問題を解決すべく、1994年に調査・測量を開始し2001年10月中旬に本格着工。2011年度の全通を目指して工事が進められた（当初の開通は2006年度の予定だったが、財政難等の諸事情により遅れ）。事業主体・管理主体は岩手県県土整備部道路建設課および道路環境課。完成後は通学路ともなっている現道の交通安全確保や、東北自動車道の通行止等の際に、並走する国道282号の迂回路としての機能強化などが期待される。
2010年9月6日からは当バイパス北口（一本木郵便局前付近）においてBP建設に伴う道路切替工事が行われ、同年11月11日14時に一本木市街地迂回部2.8km（東北道一本木南ガード西交差点~一本木郵便局前交差点間）が暫定片側1車線で部分開通した。
未開通となっている起点部区間（L=1.1km）についても沿線自治体から早期整備の要望が出されていたが、事業用地の交渉が難航したため、岩手県では引き続き地権者と交渉を続けるとともに、土地収用法活用等の諸策も検討するとしていたが、2023年7月24日に暫定迂廻路を利用しつつも全線開通し、同年10月10日には暫定迂廻路の個所も本線が開通し、全面供用された。

### 構造
片側1車線、全幅14.5m、車道幅7m、路側帯4m、西側に幅3.5mの歩道を整備。途中3本の橋梁を新設。総工費は約64億円。将来は交通量のさらなる増加を見越して東側にもう2車線新設し、分離帯付きの片側2車線道路となる予定。
またバイパス起点部（市道県立大学巣子ニュータウン線との交点部分）は大幅なルート変更を実施。現ルートを放棄して新たに旧道を分岐するT字路と取付道路を中間に新設。市道との交点は現行通り十字路として交通の流れを良くする（以前は県立大方面からの市道がT字路の形でまっすぐ282号に接続していたが、当バイパス工事に伴いすぐ北側で交差する巣子ニュータウン方面への村道とつなげて十字路化。県立大方面からのT字路部分は放棄された）。
なお当バイパス工事に際しては、国道455号北山バイパスのトンネル工事で出た土砂を当バイパスの基礎盛土として再利用している。